# Răspuns
Răspuns  (latină responsum) sinonime: soluție, dezlegare, veste, informație, ripostă, replică.  Comunicare orală sau scrisă, generată de o întrebare pusă de cineva, sau cuvinte spuse, scrise sau transmise printr-un intermediar unei persoane care a întrebat ceva sau s-a adresat cuiva. Expunere, dovedire a cunoștințelor în fața unui examinator.